# 페일 라이더
《페일 라이더》(Pale Rider)는 미국에서 제작된 클린트 이스트우드 감독의 1985년 서부 영화이다. 클린트 이스트우드 등이 주연으로 출연하였고 클린트 이스트우드 등이 제작에 참여하였다. 이 영화는 박스오피스에서 약 41,000,000 달러의 수익을 거두었으며 1980년대 가장 수익성이 높은 서부 영화 가운데 하나가 되었다.

## 출연

### 주연
- 클린트 이스트우드

### 조연
- 마이클 모리어티
- 캐리 스노지레스
- 크리스 펜
- 리차드 다이사트
- 시드니 페니
- 리차드 키엘
- 더그 맥그라스
- 존 러셀

## 기타
- 협력프로듀서: 데이빗 발데스
- 미술: 에드워드 C. 카르파그노